# Jean-Pierre Munch
Jean-Pierre Munch (Estrasburgo, 12 de junio de 1926 -  17 de octubre de 1996) fue un ciclista francés que fue profesional entre 1951 y 1955, consiguiendo 4 victorias, entre ellas la París-Niza de 1953.

## Palmarés
- 1952
  - 1º en Nancy-Estrasburgo
- 1953
  - 1º de la París-Niza y vencedor de 2 etapas